# Kecskés István (újságíró)
Kecskés István (Budapest, 1977. augusztus 12.) magyar újságíró, a DUE Médiahálózat elnöke 1997 óta, jelenleg az m4sport.hu multimédiás vezető szerkesztője. 

## Élete

### Magánélete és családja
Házas, két gyermeke született, Ivett (2007) és Erika (2023). Beszéli a német nyelvet is.

### Tanulmányai
Legelőször a Halásztelki Általános Iskolában tanult, 1983 és 1991 között. Ezek után a Csete Balázs Közgazdasági Szakközépiskolába járt, 1991 és 1995 között. Később a Kodolányi János Főiskola tanulója lett, 1995-től 1998-ig.

### Pályafutása
Szakképzettsége képesített könyvelő, statisztikus, vállalkozás tervező, valamint újságíró.
Munkahelyei váltakoztak.  Először az Új Pest Megyei Hírlapnál munkálkodott, (1997 és 1998 között, azután a Pest Megyei Önkormányzat sajtóosztályán dolgozott, 1999 és 2000 között, Ezt követően a Nemzeti Sport labdarúgó szakírója volt 2000-2013-ig, majd a Right Communication Kft. és a Stakeholder Kft. munkatársaként kommunikációs tanácsadóként dolgozott 2015-ig, majd a blogstar.hu szerkesztője és a sportfaktor.hu főszerkesztője lett. 2019-től 2022-ig a Lakihegy Rádió hírszerkesztője, 2020. június 1-től 2022 nyaráig a Goal.com magyar kiadásának főszerkesztője. A 2022. október 3-án indult sportal.hu főszerkesztője, egészen 2024. április 24-ig. 2024. július 15-től az MTVA Online Információs Irodájának munkatársa, az m4sport.hu multimédiás vezető szerkesztője. 2009. március 1-jétől, 2011 tavaszáig Szigetszentmiklós Város Önkormányzatának sajtó ügyeit gondozza, emellett a helyi Kisváros című lap felelős szerkesztője. Elnöke a DUE Médiahálózatnak (1997 óta), amely Magyarország második legnagyobb és legrégebbi újságíró szervezete.

## Munkái
- 100 éves az MLSZ (társszerző)
- A gólkirály (társszerző)

## Díjai
- Az év diákújságírója (1994)
- MSÚSZ Nívódíj-pályázat, különdíj (2013)